# 眶鱗鯛
眶鱗鯛為輻鰭魚綱鱸形目鱸亞目鯛科的其中一種，分布於西印度洋的南非納塔爾至開普敦海域，棲息深度可達80公尺，體長可達150公分，棲息在沿海岩石底質海域，屬肉食性，以螃蟹、龍蝦、海膽等為食，可做為食用魚及遊釣魚。